# Ligia Borba
Ligia Beatriz de Borba (Brusque, 22 de outubro de 1952) é uma artista plástica brasileira e professora aposentada da Escola de Música e Belas Artes do Paraná (EMBAPE).

## Biografia
Escultora, ceramista e professora universitária, Lígia Borba é filha de Waldir de Borba (comerciante) e Zitha Belli de Borba (professora). Em 1974 graduou-se em Pintura pela EMBAP (Escola de Música e Belas Artes do Paraná), licenciando-se em Desenho pela mesma instituição em 1975. Neste mesmo ano, no teatro Paiol, cursa Arte Contemporânea com Roberto Portugal. Participa do "Grupo Ponto de Partida" e faz parte, em 1976, da equipe que daria origem ao Atelier de Escultura do Centro de Criatividade do Parque São Lourenço/FCC, tornando-se posteriormente orientadora de cerâmica e do atelier infantil desse espaço. Lá, participou de vários cursos, como escultura, com Francisco Stockinger; escultura em pedra, com Décio Lima; e litografia, com Danúbio Gonçalves. Também estudou técnica de cerâmica, com Marek Cecula.

## Realizações

### Obras
- BORBA, L. B. A prosa do mundo. In: Medusa. Curitiba-PR, p. 26 - 27, 01 maio 2000.

### Premiações
- 3º ao 5º Encontro de Arte Moderna - EMBAP, Curitiba/PR, 1971 a 1973.